# Lynn Burke
Lynn Edythe Burke, po mężu McConville (ur. 22 marca 1943 w Nowym Jorku) – amerykańska pływaczka. Dwukrotna złota medalistka olimpijska z Rzymu.
Specjalizowała się w stylu grzbietowym i w Rzymie triumfowała na dystansie 100 metrów. Kolejne złoto dorzuciła w sztafecie 4×100 m zmiennym. Miała wówczas 17 lat. Sześć razy biła rekordy świata, zdobywała tytuły mistrzyni kraju.

## Starty olimpijskie (medale)
Rzym 1960
- 100 m grzbietem, 4 × 100 m zmiennym -  złoto